# Bokoen (Rongelap)
Bokoen (auch: Boggereidok, Bókën, Botsugereido-To) ist ein Motu des Rongelap-Atolls der pazifischen Inselrepublik Marshallinseln.

## Geographie
Bokoen liegt an einer Ostspitze des Atolls. Die Riffkrone wendet sich dort, von Norden kommend zunächst nach Westen. Nur durch einen etwa 300 m breiten Kanal ist sie von der nächstgelegenen Insel im Westen getrennt: Mellu. Sie ist eine Doppelinsel und nach Norden zieht sich die Riffkrone mit mehreren kleinen unbenannten Motu über ca. 7 km bis zu Kabelle. Die Insel ist unbewohnt und seit dem Kernwaffentest der Bravo-Bombe atomar verseucht.